# Paranatinga (gemeente)
Paranatinga is een gemeente in de Braziliaanse deelstaat Mato Grosso. De gemeente telt 21.424 inwoners (schatting 2009).